# Huntsville (Utah)
Huntsville is een plaats (town) in de Amerikaanse staat Utah, en valt bestuurlijk gezien onder Weber County.

## Demografie
Bij de volkstelling in 2000 werd het aantal inwoners vastgesteld op 649.
In 2006 is het aantal inwoners door het United States Census Bureau geschat op 650, een stijging van 1 (0.2%).

## Geografie
Volgens het United States Census Bureau beslaat de plaats een oppervlakte van
1,9 km², waarvan 1,7 km² land en 0,2 km² water. Huntsville ligt op ongeveer 1508 m boven zeeniveau.

## Plaatsen in de nabije omgeving
De onderstaande figuur toont nabijgelegen plaatsen in een straal van 20 km rond Huntsville.